# Mario Stecher
Mario Stecher (n. 17 iulie 1977, Eisenerz, Stiria, Austria) este un sportiv austriac, medaliat olimpic. A participat la 6 ediții ale Jocurilor Olimpice (1994, 1998, 2002, 2006, 2010, 2014) în care a câștigat două medalii de aur și două medalii de bronz.